# Usselerstroom
De Usselerstroom is een voedingskanaal dat is aangelegd om het Twentekanaal van voldoende water te voorzien. Het is niet geschikt voor reguliere scheepvaart. Het begint als zijtak van de Hegebeek in gemeente Haaksbergen en stroomt naar gemeente Enschede waar het uitstroomt in het hoogste gedeelte van het Twentekanaal. In Enschede mondt ook de Bruninksbeek in dit kanaal, maar de Teesinkbeek is er juist een zijtak van. Het laatste stuk van het kanaal gaat via een duiker onder de Westerval, industrieterrein en de Hendrik ter Kuilestraat door.